# 伊勢志摩ホームニュース
伊勢志摩ホームニュース（いせしまホームニュース）は、中日新聞折り込みの三重県伊勢志摩地域の情報を扱った新聞である。創刊から2012年3月17日発行の第176号までは月2回発行であったが、同年4月28日の第177号より月1回の発行となる。

## 概要
2004年（平成16年）6月に創刊。伊勢志摩（南勢）地域のニュースや行事、人物等について掲載している。
- 発行所 - 中日新聞伊勢志摩専売会[1]
  - 旧発行所 - 株式会社中日三重サービスセンター伊勢営業所（三重県伊勢市神久5丁目11番22号）
- 発行部数 - 52,000部
- 配布地域 - 三重県伊勢市、鳥羽市、志摩市、度会郡（一部を除く）、多気郡明和町
- 発行日 - 毎月第4土曜日[1]
  - 旧発行日 - 毎月第1・第3土曜日[1]
- 購読料 - 無料（中日新聞に折り込まれている）
- 紙面 - 通常2ページ（1枚両面刷り）、両面カラー印刷。
- 通算発行号数 - 第176号（2012年3月17日発行分）
- 姉妹紙
  - 桑員ホームニュース - 桑名市・いなべ市等で配布
  - 四日市ホームニュース - 四日市市・三重郡で配布
  - 鈴亀ホームニュース - 鈴鹿市・亀山市で配布

## 紙面構成

### 表面
- 一般記事 - 通常の中日新聞伊勢志摩版に掲載されるものと同じ形式で伊勢志摩のニュースが紹介されている。
- 伊勢志摩のさわやかさん - 伊勢志摩在住・在勤の20代の人物を1人取り上げ、仕事の苦労話や趣味等の話題が掲載されている。
- 珈琲タイム - 副題は「中日新聞の販売店日記」。日常生活のちょっとした話題を扱ったコラム記事。
- ちょこっと幸せ - 記者と読者または取材先との交流で起きた出来事や、編集部に届いた手紙に関する記事。
- 読者プレゼント
- 広告 - 主に伊勢志摩にある企業広告が掲載されている。

### 裏面
- 一般記事 - 表面に準ずる。表面に比べ、催し物の案内記事が多い。
- 気になるお店 - 伊勢志摩にあるお店が紹介されている。
- みんなのかわら版 - 第108号（2009年4月4日）で新設。読者から投稿された作品を掲載。
- タウン★ガイド - 催し物情報が短文で掲載されている。
- 広告 - 表面に準ずる。

## 過去に存在した記事
- グループ訪問 - 伊勢志摩で活動する様々な団体を特集していた[2]。